# Sizaire
Sizaire (Сізер) — з 1903 року французький виробник автомобілів. Штаб-квартира розташована в Парижі. У концерн Sizaire входили: Sizaire-Naudin, Sizaire Frères, Sizaire-Berwick, Belga Rise. У 1906 році компанію купує Еммануель де Крюсоль, у 1927 — фірма Levallois, а в 1928 — фірма Garage Saint-Didier. У 1937 році компанія припинила виробництво автомобілів.

## Брати Сізери. Компанія Sizaire-Naudin. Початок виробництва автомобілів
На початку 1890-х років два брати — Моріс і Жорді Сізери захопилися саморушними екіпажами, вірніше, спочатку захопився Моріс, він зробив зі своєї спальні майстерню, де вивчав конструкцію мотоциклів та автомобілів. Він настільки захопився технікою, що коли молодший брат підріс, наполіг, щоб той пішов вчитися на токаря в сусідню велосипедну фабрику.
У 1897 році брати зняли в Піто, недалеко від Парижа, маленький гараж, де почали будувати у вільний час автомобіль. Рама автомобіля була зібрана з труб, мотор був одноциліндровим, коробка передач була 3-ступінчастою ремінною. До 1902 року вже за допомогою їхнього друга Луї Нодена, який працював токарем у «Де Діон», вони побудували свій автомобіль, але, як показали перші поїздки на ньому, коробка передач була слабкою ланкою цього автомобіля. Моріс почав проєктувати нову коробку передач, яка мала 3 інтегрально розташованих диференціала в собі, коробка передавала крутний момент до заднього мосту через кардан. 1 червня 1903 року брати Сізер і Луї Ноден створюють фірму «Sizaire Frères et Naudin».
До березня 1905 року автомобіль був готовий остаточно, і машина була показана на виставці «Exposition des Petits Inventeurs», оскільки автомобіль мав унікальну коробку передач, плюс незалежну передню підвіску, то преса захоплено прийняла новинку, успіх закріпився після паризької виставки 1906 року.

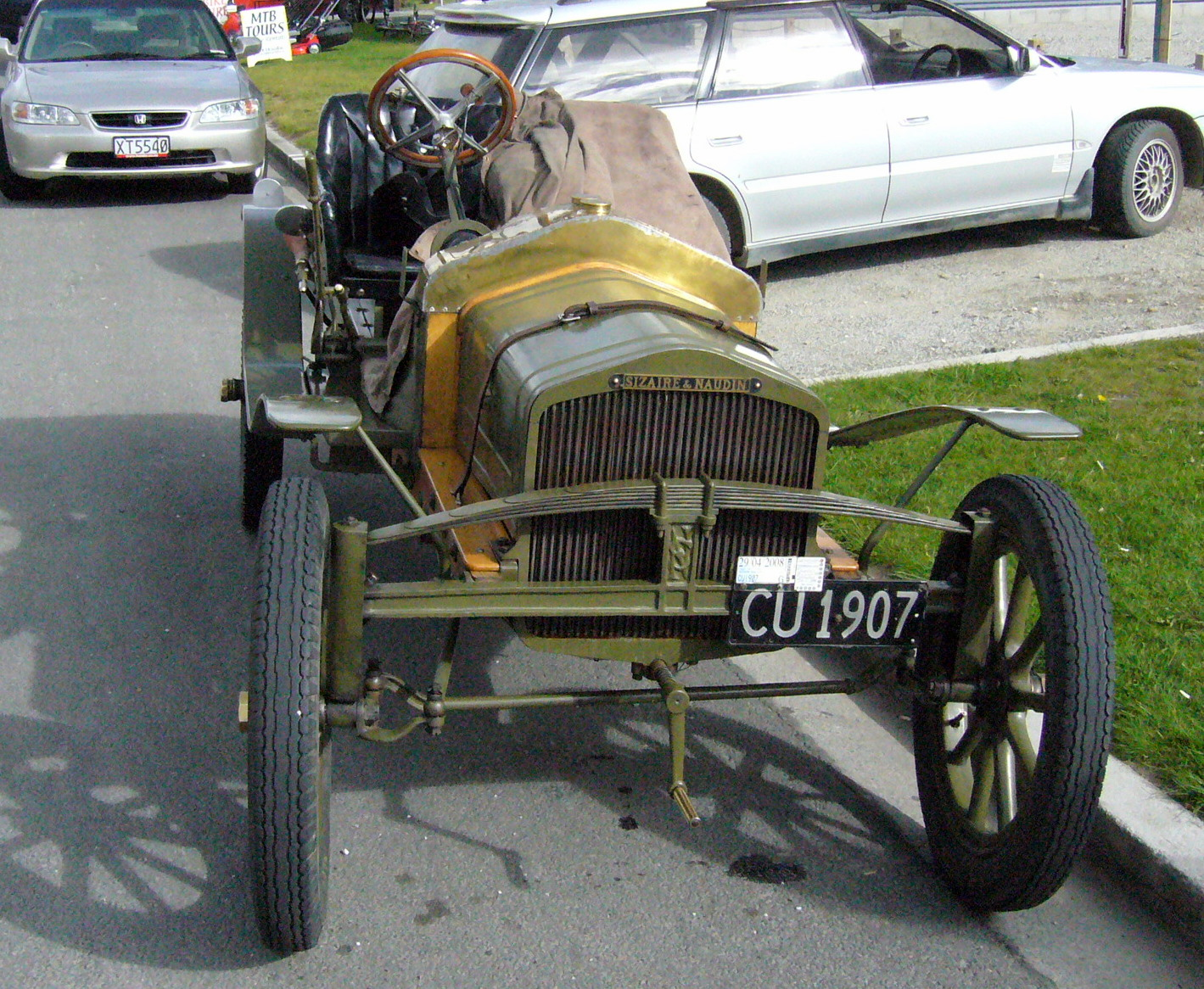
Sizaire-Naudin

Авто мав 942-кубовий мотор, потужністю 8 сил.

## Компанія Sizaire-Naudin у власності Еммануеля Крюсоля
Після першої виставки з'явилися перші замовлення, для їх виконання потрібно перебратися з сарайчика в більше приміщення, 18 грудня 1905 року фірма переїхала в Париж в колишні приміщення велосипедного дилера Hammond et Monnier, заодно поміняли назву на «Société Anonyme des Automobiles Sizaire et Naudin». Фірма стала виготовляти до 2-х автомобілів на тиждень, які продавалися по 2950 франків, але цього було мало, щоб виправдати фінансові витрати на їх виробництво, і незабаром герцог Еммануель де Крюсоль д'Уз купує підприємство.

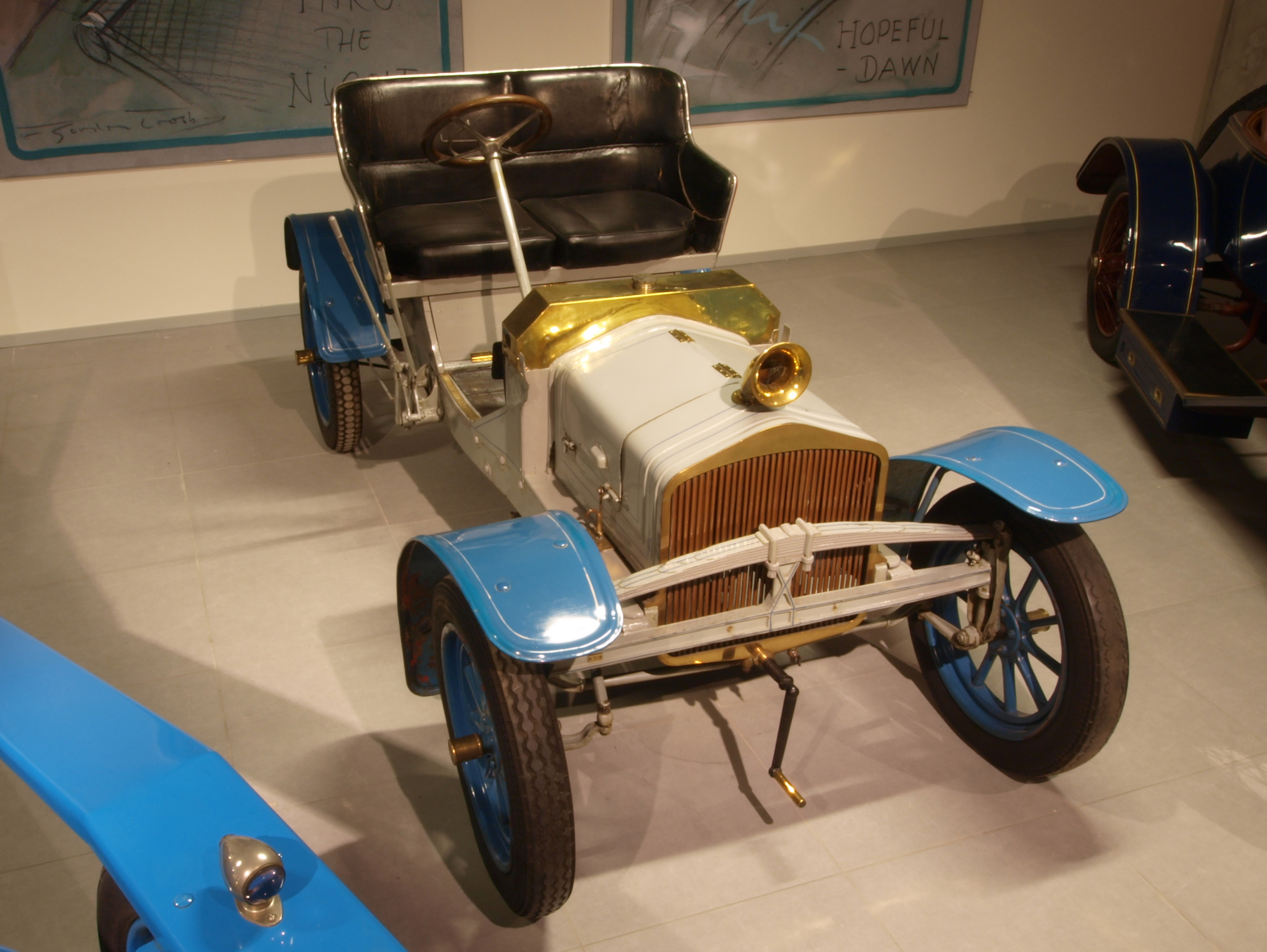
Sizaire-Naudin 1906 року

Купівля фірми привела до того, що герцог став виставляти автомобілі на різні змагання, оскільки спорт був найкращою рекламою авто. 5 листопада 3 машини було виставлено на тижневі гонки Coupe de I'Auto, в яких перше місце зайняв Жорж Сізер на своєму 1,2 л автомобілі.
Потім машина виграла перше місце в перегонах Coupe des Voiturettes. Незабаром виробництво склало до 30 машин на місяць.
У 1907 році до перегонів Coupe des Voiturettes було підготовлено 3 машини з 1.1 л мотором. Цей мотор мав поршень зі сталі, а не чавуну, однак цей поршень був схильний до утворення тріщин, і гонщикам доводилося імітувати, що вони ходять в кущі, а самі міняли в цей час поршень в моторі. На операцію поршня йшло близько 10 хвилин, за цей час треба було відкрутити-закрутити 4 гайки і замінити циліндр з поршнем. Дві машини прийшли до фінішу першими, першим подолав фініш Ноден, другим — молодший Сізер. У цей час виробництво автомобілів виросло до 50-60 штук на місяць.

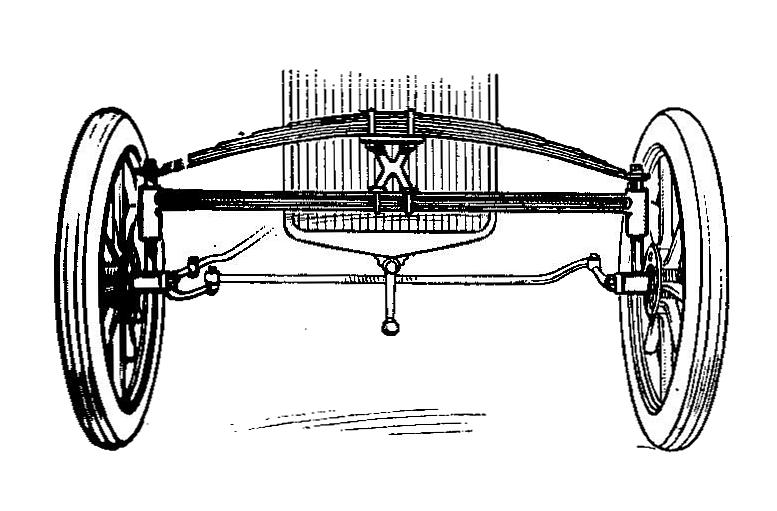
Підвіска Sizaire-Naudin

У 1908 році Моріс будує 1-циліндрову майже 2-літрову гоночну машину, яка розвиває 42 сили. Однак у Дьєпі на Coupe des Voiturette машина приходить до фінішу всього-лише другою, пропустивши вперед Delage, правда більше через проблеми з шинами і витік бензину з баку.

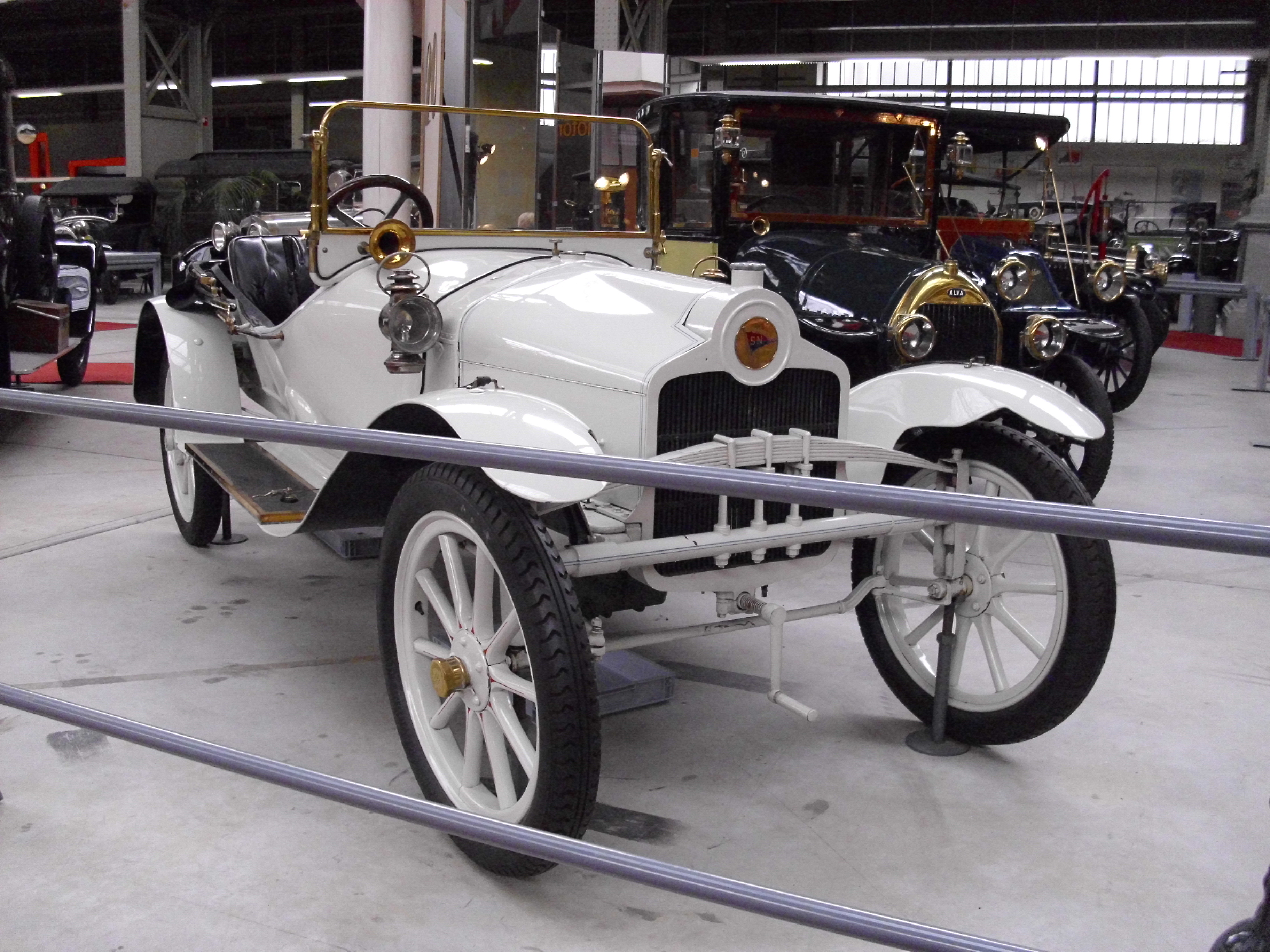
Sizaire-Naudin F2 12CV

Проте ця досить доступна марка отримала вже визнання серед молоді, якій хотілося «спортивної» доступної машини, покупцям була доступна 1.4 л 9-сильна машина, і 1.5 л 12-сильна, обидві — одноциліндрові.

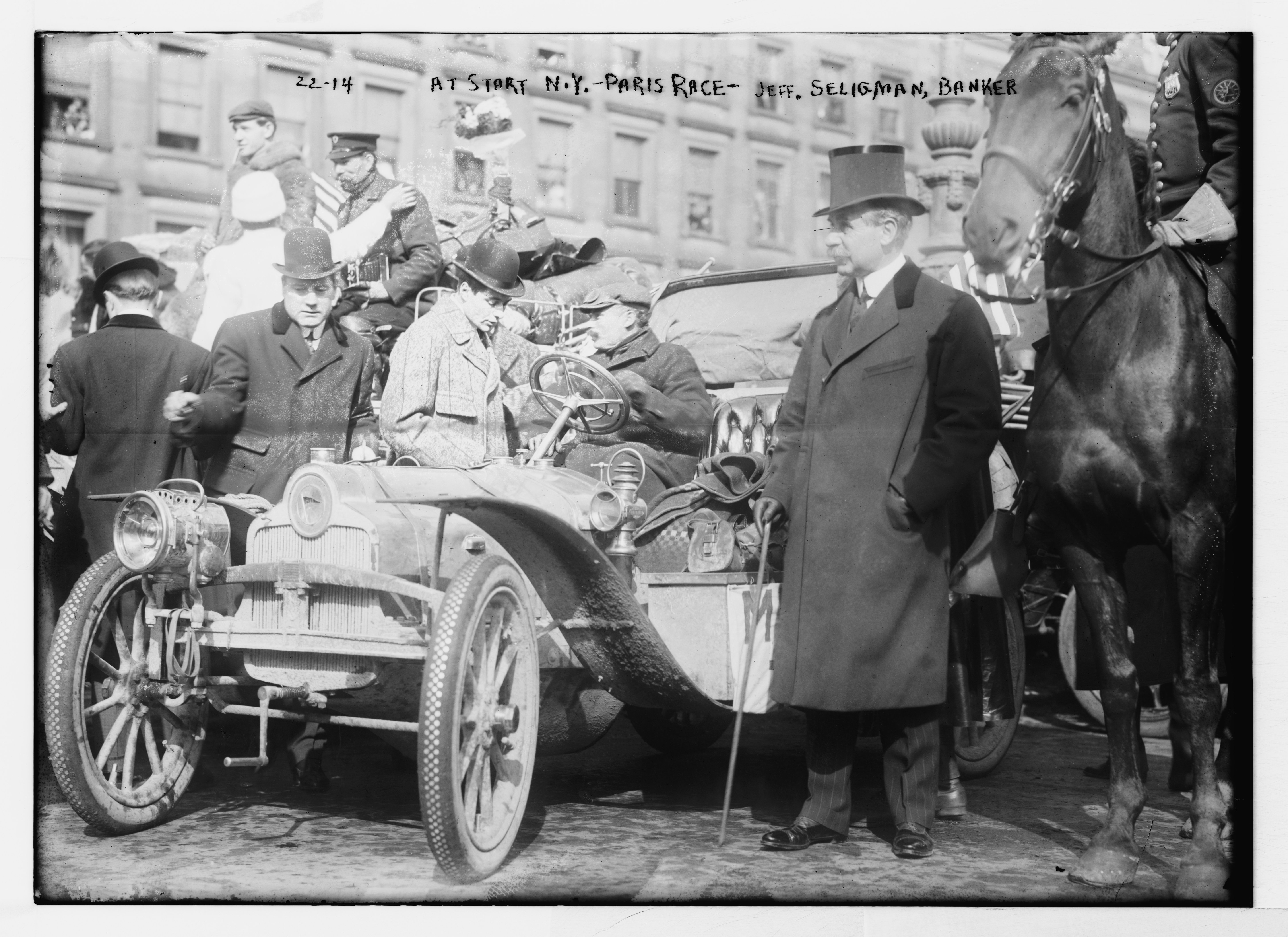
Sizaire-Naudin 15СV перед стартом в Нью-Йорку

У 1908 році машина брала участь у навколосвітніх перегонах за маршрутом Нью-Йорк, Чикаго, Сан-Франциско, Сієтл, Валдз, Японія, Владивосток, Омськ, Москва, Санкт-Петербург, Берлін і нарешті Париж. Брали участь такі автомобільні марки: Thomas Flyer (США), Züst (Італія), Protos (Німеччина) і французькі De Dion-Bouton, Motobloc та Sizaire-Naudin.
Проте єдиний одноциліндровий автомобіль зламався вже через 71 км подорожі, машина потрапила в таку яму, що у неї відвалився задній міст.
Сам марафон ліг в основу фільму «Великі перегони».
У тому ж році «С-Н» потрапляє до Англії, їх починає продавати Чарльз Джаротт, він дає один автомобіль для тестів автомобільному журналісту Максу Пембертону, який був настільки шокований цією машиною, що після його захопленої статті машини стали продавати швидше, ніж французи могли з виготовляти. Тоді ж машина бере участь в гонках Brooklands, де ставить рекорд серед одноциліндрових машин, розвинувши середню швидкість в 106 км/год.

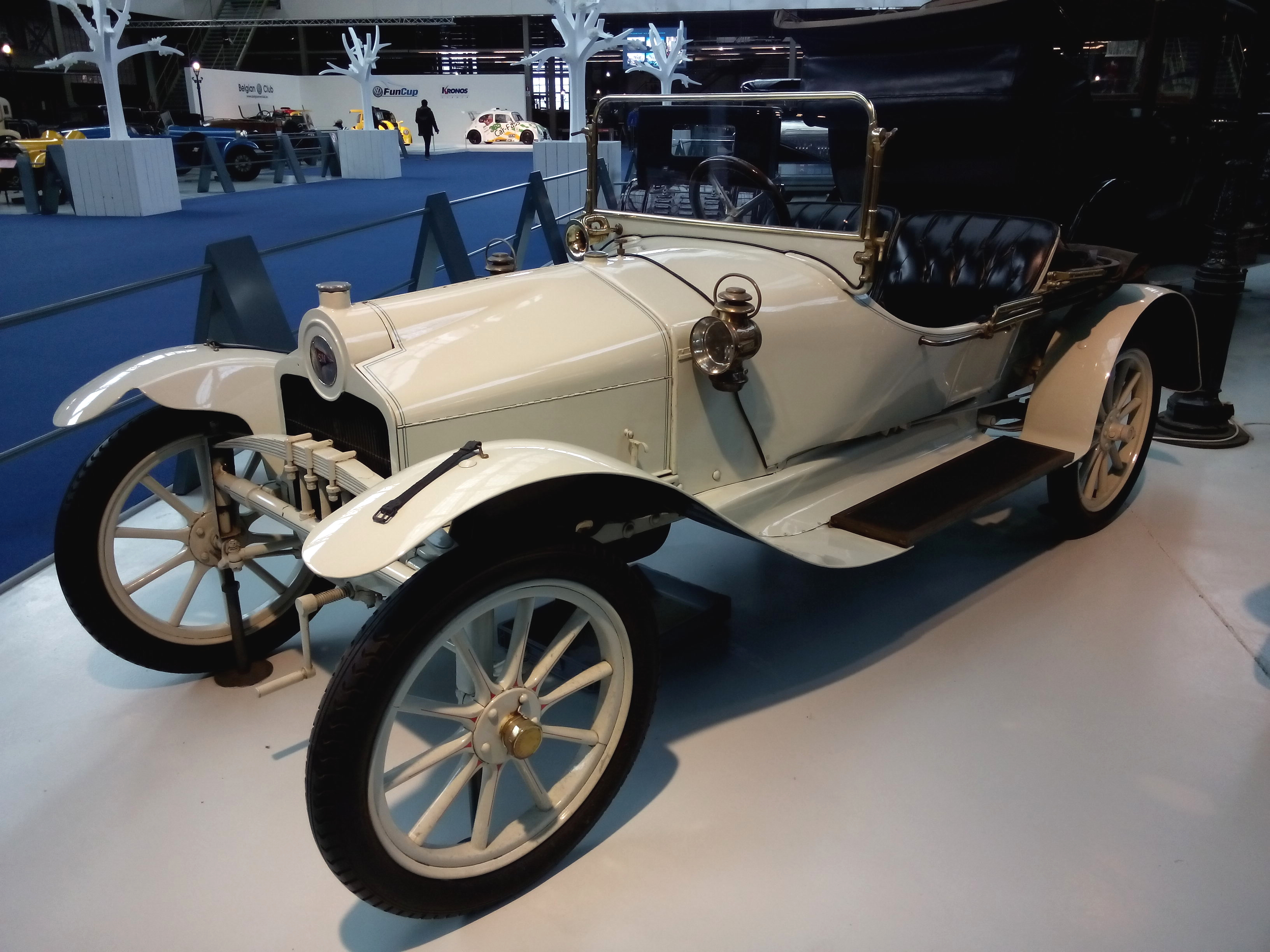
Sizaire-Naudin G 10СV

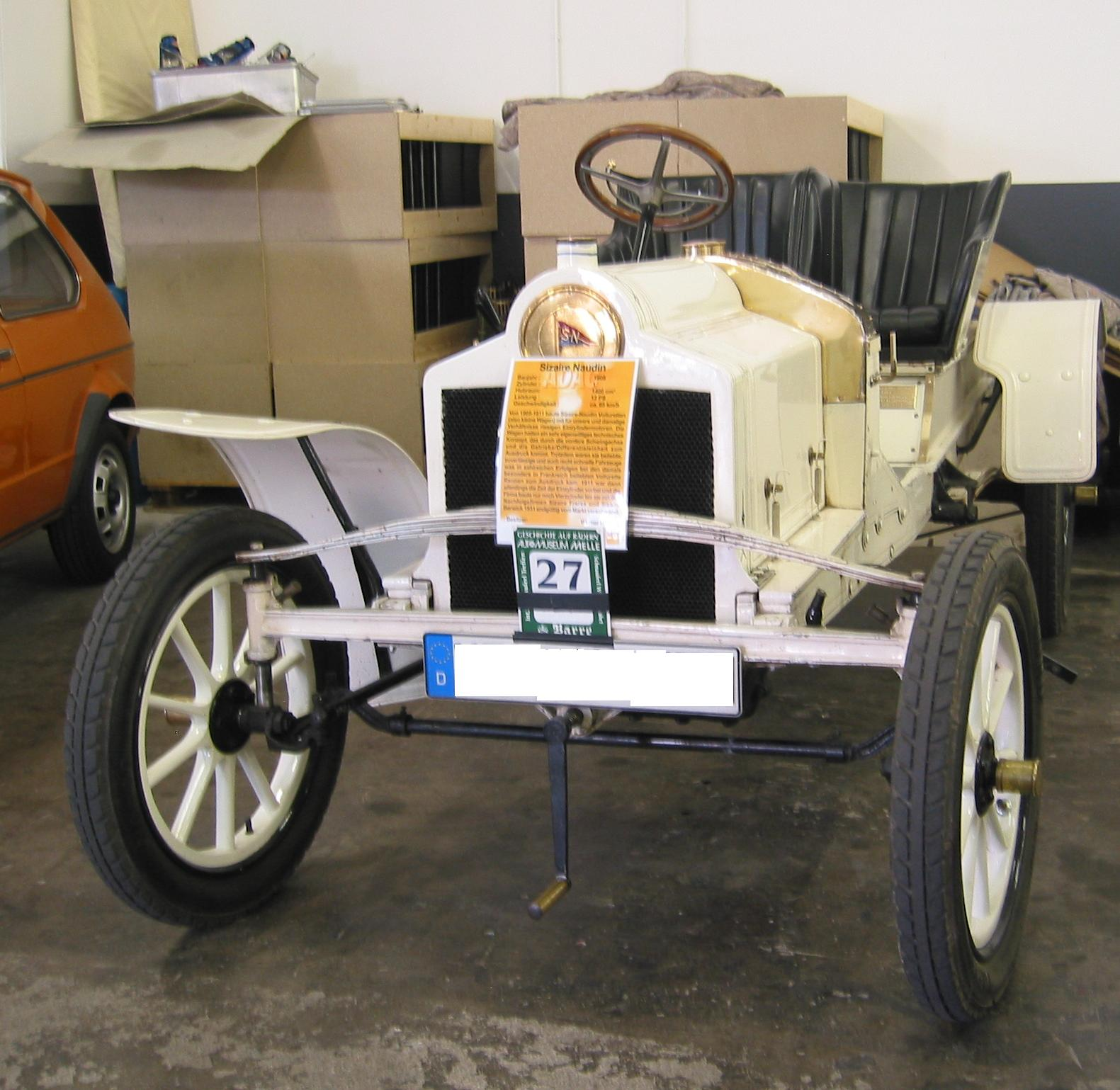
Sizaire-Naudin G 12СV

У 1909 році змінюється конструкція клапана впуску повітря в карбюратор, тим самим пропав характерний для автомобілів цієї марки дзвін, також в коробці передач додані підшипники, тим самим пропав скрегіт, машини стали набагато тихішими. Також об'єм двигуна був збільшений до 1.6 л.

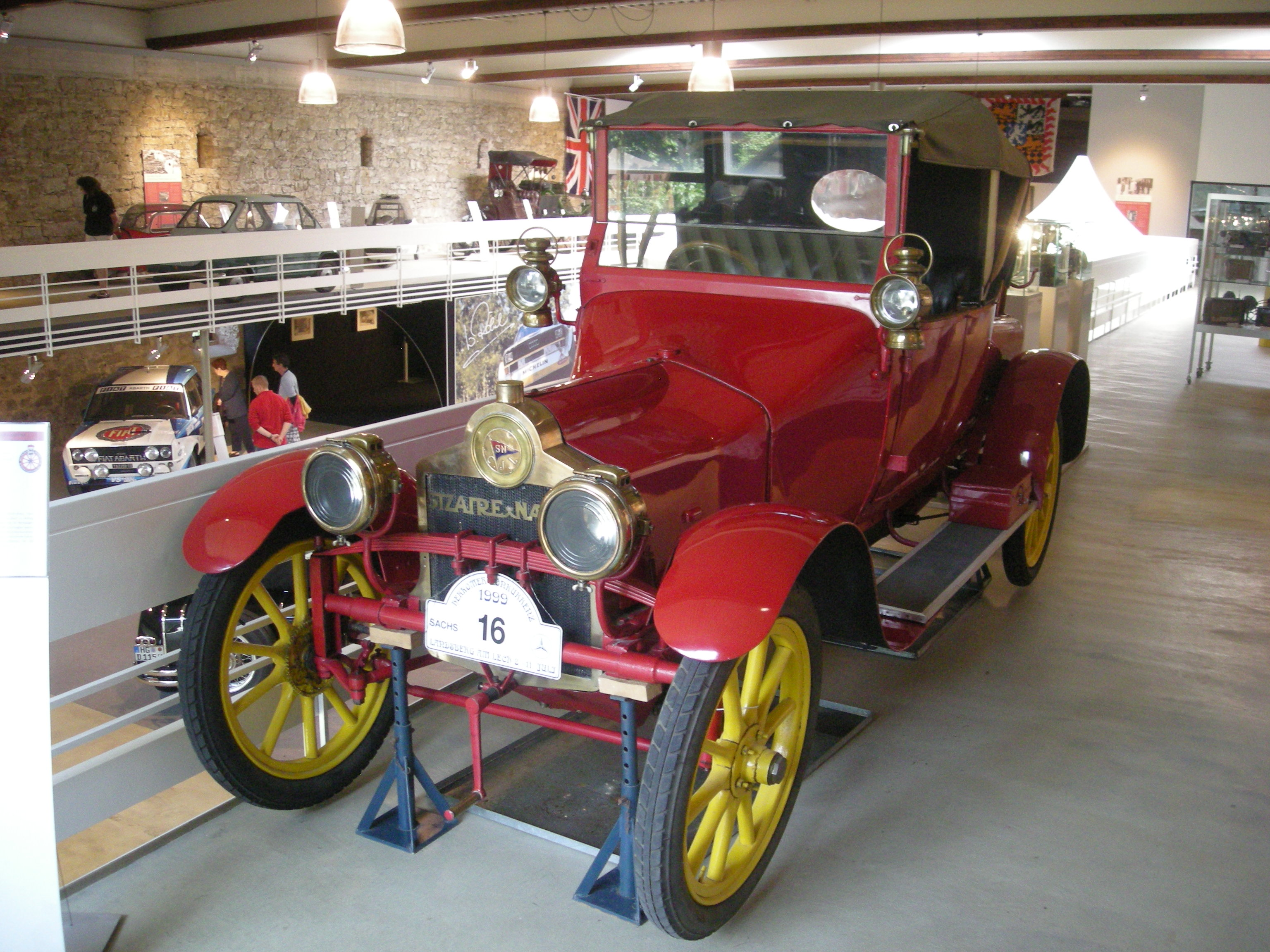
Sizaire-Naudin 12/14СV

У 1909 і 1910 роках фірма не брала участь в гонках, оскільки перемоги в попередніх гонках і так забезпечили непоганий продаж, а всі зусилля були кинуті на розробку першого 4-циліндрового автомобіля, правда, з мотором фірми «Балло». Наприкінці 1911 року була готова модель 12/14 з 1.9 л мотором. 1912 року були виставлені 3 машини на «Coupe des voitures légères», але жодна машина не доходить до фінішу.

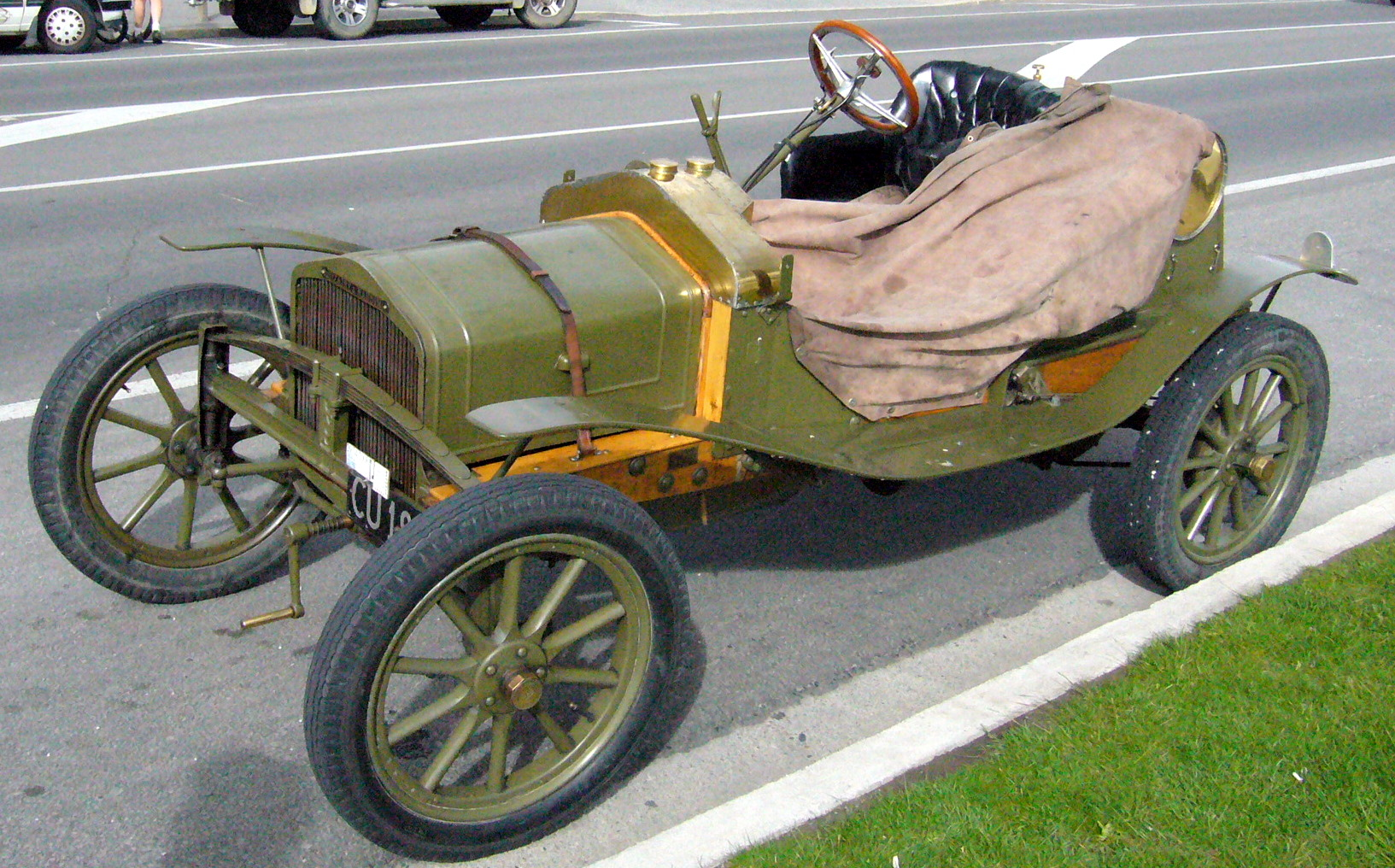
Sizaire-Naudin

Це дає герцогу д'Уз привід звільнити братів, щоправда, до цього часу вони встигли спроєктувати останню одноциліндрову модель — 10CV з 1.4 л. До моменту відходу з фірми виробнича програма складалася з моделей 10/12, 12/16, 18/30 і 20. З відходом братів фірма втратила не тільки «душу фірми», а й оригінальність конструкції, фірма стала робити нічим не примітні автомобілі, врятувала її від закриття війна і військові замовлення, що пішли за нею.

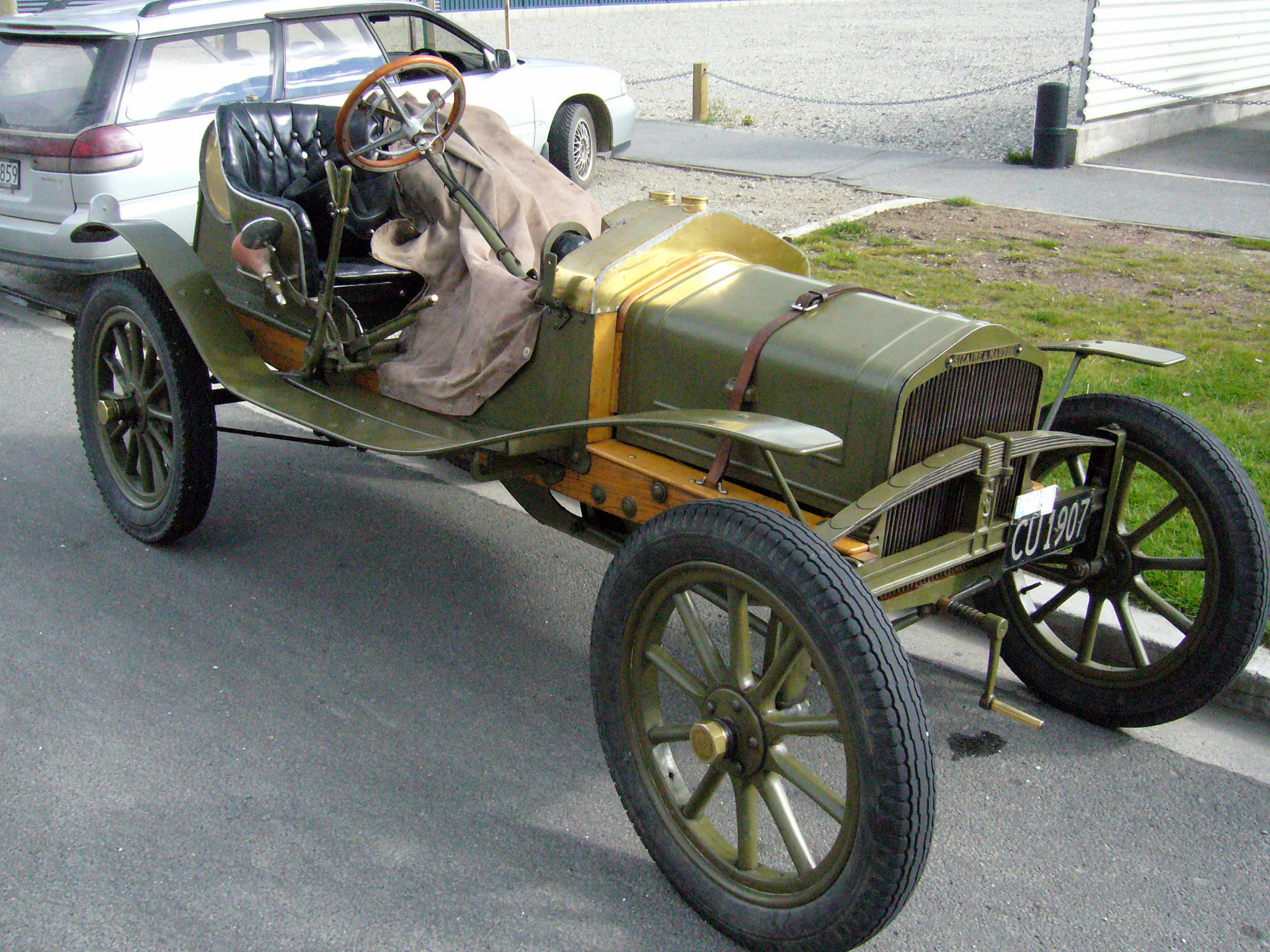
Sizaire-Naudin

У 1918 році фірма відновила випуск довоєнних автомобілів серії 12/15 і 18/24, які були трохи модернізовані.
У 1920 році фірма реорганізовується, помінявши назву на «Société des Nouveaux Etablissements Sizaire et Naudin», у фірму приходить молодий конструктор Рене Ле Грен, він проєктує нову модель 13CV, яку виставляють на гонки «Coupe Internationale des voiturettes», проте жодна з 3-х машин не приходить до фінішу, в 1921 році модернізують машину 1914 року — 18/24, проте вона вже настільки застаріла, що не в змозі врятувати компанію, вона закриває свої двері в тому ж році.

## Компанія Sizaire-Berwick
Що стосовно братів, то в 1912 році, коли їх звільнили, вони знайомляться з британцем Фредеріком Вільямом Бервік, який був агентом французької фірми La Licorne, і був господарем FW Berwick and Company Ltd. Вони домовляються про виробництво автомобілів під маркою Sizaire-Berwick, для фінансування проєкту Бервік пропонує угоду з господарем фірми солодощів «Dundee» — Александром Кейллером, той стає співвласників фірми. Цікавий факт, що одним з працівників фірми на посаді шофера-випробувача працював Джек Уотерс, він взявся за навчання англійської мови Моріса Сізера. Через багато років Джек Уотерс стане відомий світу, як актор на ім'я Джек Уорнер, а надалі і як співвласник фірми Warner Brothers. До речі, з братами Сізер з «Сізер-Ноден» пішов і Ноден, але незабаром він помер.
Основою першої машини став автомобіль Sizaire-Naudin 20. Це був 4.1-літровий автомобіль, який мав радіатор, схожий на «Роллс-Ройсовський», що дало привід фірмі з Крю подати позов до суду, який вона, проте, програла, справа в тому, що брати запатентували таку форму радіатора, а «Роллс-Ройс» — ні, єдине, на чому зійшлися, — на зміну дизайну сот радіатора.
Перша машина була показана на виставках в Лондоні і Парижі в 1913 році, і в Курбевуа почалося виробництво до 5 машин на тиждень, так тривало до серпня 1914 року. Правда, із заводу сходили шасі, а кузови будувала вже британська фірма H.J. Mulliner.
20-ка була дуже непогано оснащена для свого часу, вона мала електрообладнання салону, фар, рідкісний в той час тахометр і навіть обігрів салону.
Під час війни брати переїжджають в містечко Хайгейт, що біля Лондона, де починають випускати літаки для британської армії. Також побудували дослідний броньовик, але далі одного прототипу справа не пішла.

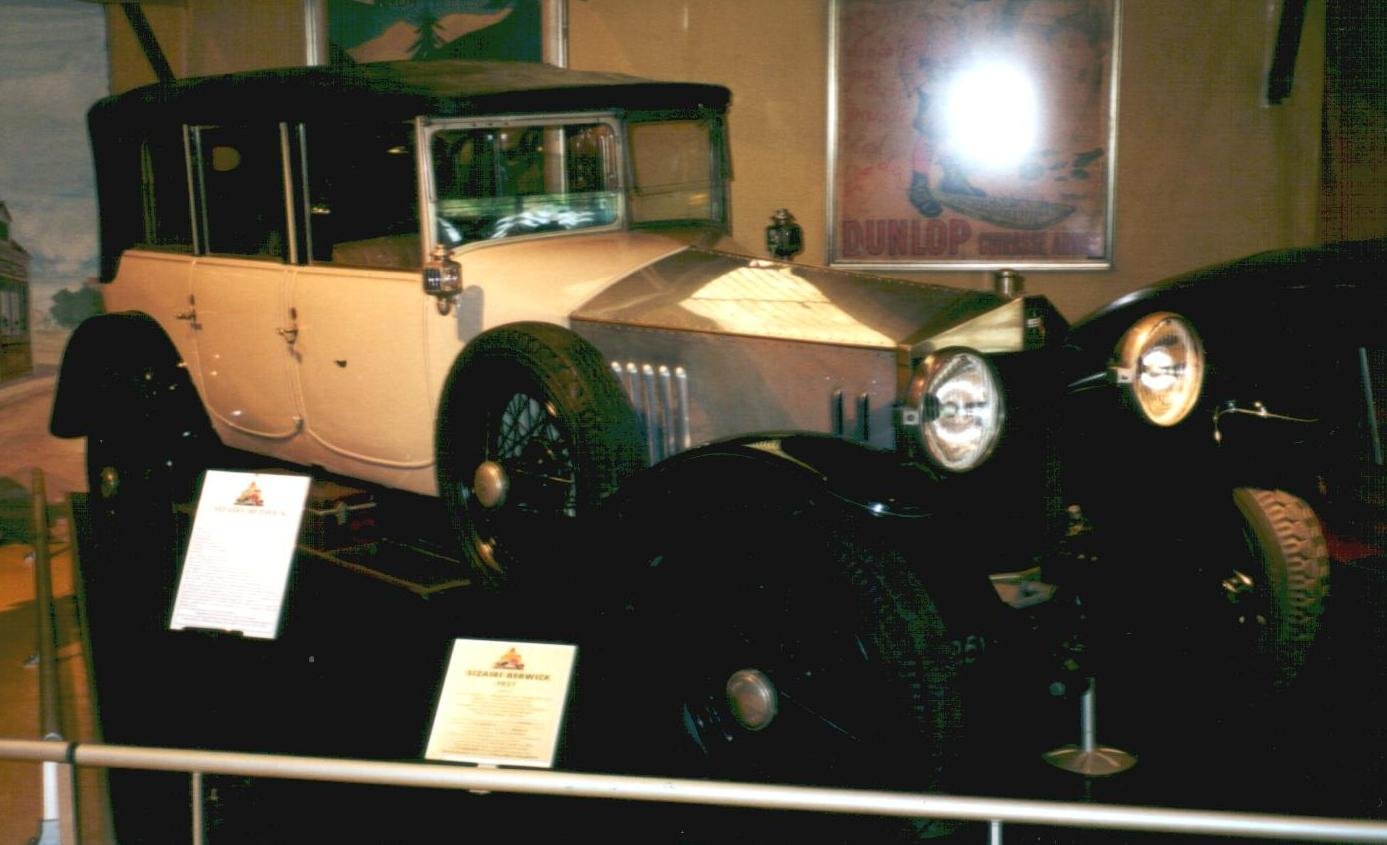
Sizaire-Berwick 25/50 Limousine

Тим часом брати розробляють післявоєнний автомобіль. Це був 4-циліндровий 4.5 л 60-сильний автомобіль моделі 25/50.
Їх випуск почався у Франції, проте Бервік почав їх виробництво і в Англії, чим спровокував сварку з братами, вони розірвали відносини з Бервіком в 1921 році, а через рік Бервік втратив контроль і над своєю фірмою, її купила Austin Motor, яка продовжила випускати модель 25/50, а також додала у виробничу програму дві моделі, які були, по суті, автомобілями Austin 12 (1.7 л) і 20 (3.6), яким приробили радіатори в стилі Sizaire-Berwick.
У лютому 1924 року британське відділення фірми припинило своє існування. 1925 року одна машина марки «Сізер-Бервік 25/50» виступала на 24-годинних гонках в Ле-Мані, проте вона зійшла з траси через поломки. Французьке відділення закрилося в 1928 році, в останні роки машина оснащувалася V8 фірми Lycoming.

## Компанія Sizaire Frères

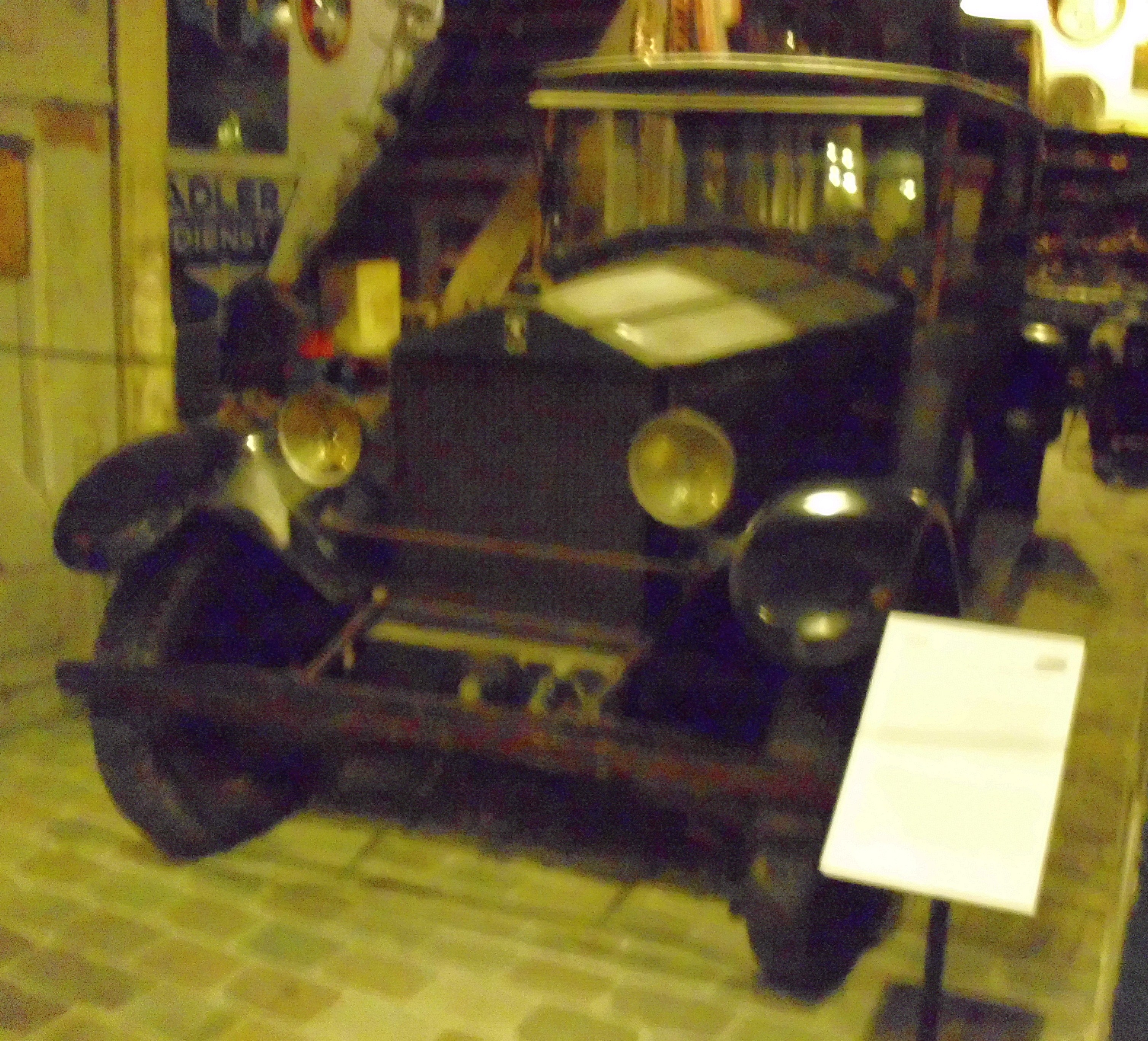
Sizaire-Freres 4RI 11CV

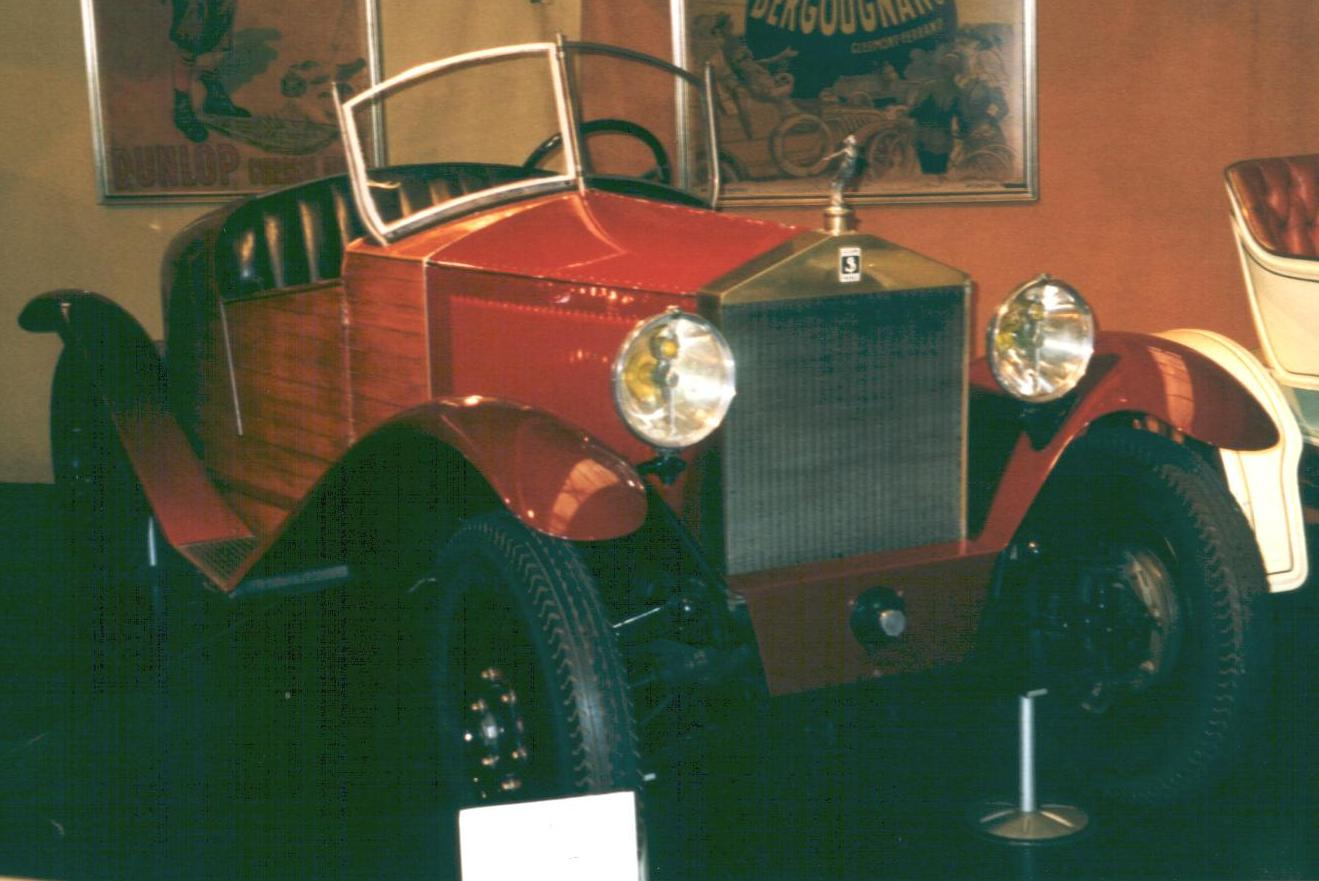
Sizaire-Freres 4RI 11CV Boattail Spyder

Однак брати не кинули своє улюблене заняття і вирішили продовжити кар'єру самостійно. Ще працюючи на Бервіка вони заснували фірму Sizaire Freres («Брати Сізер»). Вони почали проєктування нового автомобіля, який показали в 1923 році. Це був 2-літровий автомобіль з верхнім розташуванням розподільчого вала, блок був виготовлений з алюмінієвих сплавів. Двигун розвивав 40 сил і машина була здатна розганятися з ним до 110 км/год. Але родзинкою стали незалежна підвіска всіх коліс і легка рульова рейка (вперше в світі, до речі). Автомобіль отримав назву 4RI, що розшифровувалося як Quatre Roues Independentes, тобто «Чотири Незалежних Колеса». На жаль, випуск машин вдалося налагодити всього-лише восени 1924 року. І то завдяки фінансовій підтримці Поля Дюпюї, господаря журналів Le Petit Parisiene і Le Miroir des Sports.
Одна така машина брала участь у пробігу Ленінград-Тифліс-Москва в 1925 році, і так само, як і «Татра 11», машина жодного разу не зупинилася через поломки.
У 1926 році був побудований 2-літровий 16-клапанний спортивний авто (50 сил), який досяг успіху в ралі Монте-Карло того ж року.
Sizaire-Freres 4RI Sport
Однак в 1927 році, встигнувши за цей час випустити 900 автомобілів, помирає глава фірми — Дюпуї, фірма переходить у володіння фірми Levallois.
До цього часу у Моріса був готовий 6-циліндровий 3-літровий мотор для моделі Six, проте нові власники шкодують гроші на його виробництво, і було вирішено закуповувати 2.9 л золотникові мотори фірми Willys-Knight. Встигнувши випустити 150 машин, в червні 1928 року фірма знову переходить в нові руки — Garage Saint-Didier, одному з дилерів марки, проте вони відмовляються від моторів «Уілліс-Найт» і ставлять мотори 2.4 л від Hotchkiss AM2, однак фінансові труднощі змушують закрити виробництво автомобілів.

## Компанія Belga Rise. Припинення виробництва автомобілів

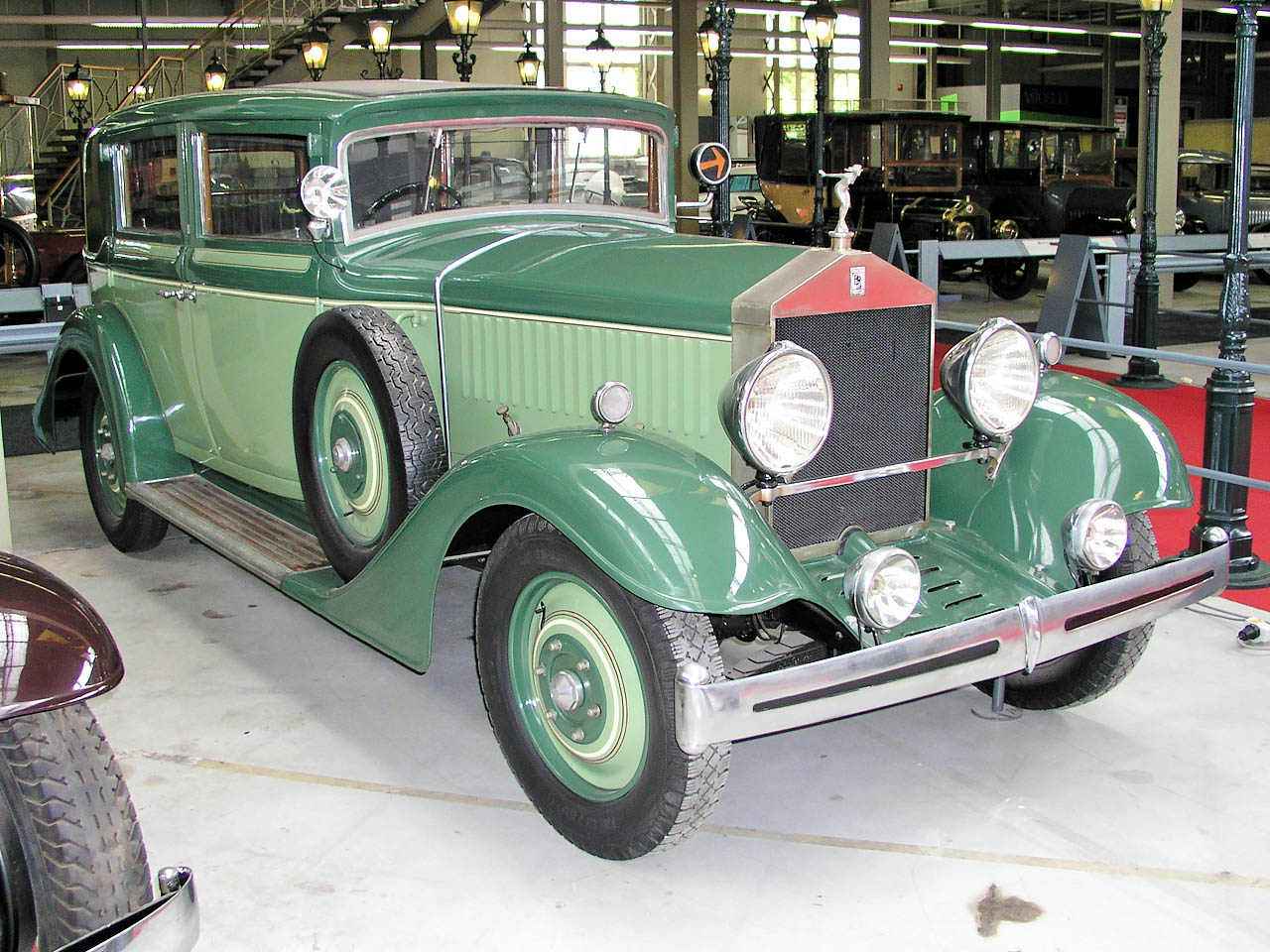
Belga Rise 8C 4.0

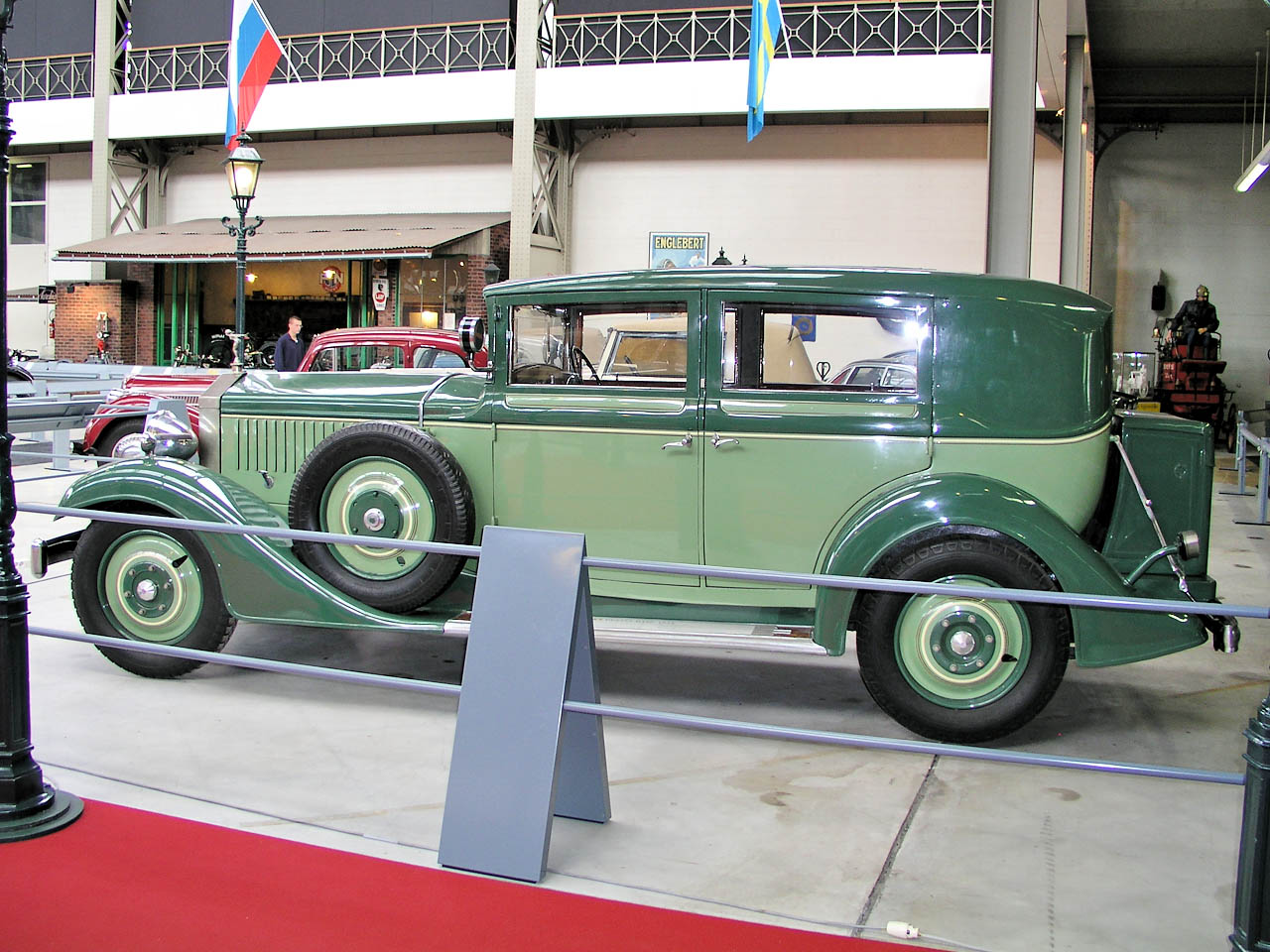
Belga Rise 8C 4.0

Однак ліцензія на виробництво автомобілів була продана в Бельгію — Ришару Тілену, який засновує фірму Société Belge des Automobiles Sizaire, яка починає випускати автомобілі під маркою Belga Rise, машини будувалися на шасі від «Сізер Ферес», що залишилися. Моріс Сізер працював з Тіленом до 1932 року. Під капотом автомобілів марки Belga Rise можна було зустріти мотори фірм Willys-Knight, Talbot, Minerva, Hotchkiss, коробки передач були 3- і 4-ступінчасті фірми Cotal. Всього було випущено близько 90 автомобілів цієї марки, чиє виробництво зупинилося в 1937 році.
Моріс Сізер в 1932 році пішов працювати у фірму Tecalemit, де він пропрацював до 1960 року, до конструювання автомобілів він більше не повернувся, пішов з життя в 1969 році.

## Список автомобілів Sizaire-Naudin
- 1906 — Sizaire-Naudin 8CV
- 1908 — Sizaire-Naudin 9CV
  - Sizaire-Naudin 12CV
- 1909 — Sizaire-Naudin G 10CV
- 1911 — Sizaire-Naudin 12/14CV
- 1912 — Sizaire-Naudin 10/12CV
  - Sizaire-Naudin 12/16CV
  - Sizaire-Naudin 18/30CV
  - Sizaire-Naudin 20CV
- 1918 — Sizaire-Naudin 12/15CV
  - Sizaire-Naudin 18/24CV
- 1920 — Sizaire-Naudin 13CV

## Список автомобілів Sizaire-Berwick
- 1913 — Sizaire-Berwick 20CV
- 1918 — Sizaire-Berwick 25/50

## Список автомобілів Sizaire Frères
- 1924 — Sizaire Frères 4RI

## Список автомобілів Belga Rise
- 1929 — Belga Rise 8C